# Burgstall Kleiner Hansgörgel
Der Burgstall Kleiner Hansgörgel, auch Burgstall Unterkrumbach genannt, war eine hochmittelalterliche Adelsburg unbekannter ständischer Zuordnung nordwestlich von Hersbruck im mittelfränkischen Landkreis Nürnberger Land in Bayern, Deutschland. Die Burg ist fast vollkommen abgegangen, nur sehr wenige Reste wie einige Steinwälle und zwei Gräben zeugen von ihr.

## Geografische Lage
Die Stelle der abgegangenen Höhenburg befindet sich im westlichen Bereich der Hersbrucker Alb, einem Teil des Mittelgebirges Frankenjura, auf der höchsten Stelle der Spornkuppe des Kleinen Hansgörgels, etwa 2000 Meter westsüdwestlich der evangelisch-lutherischen Pfarrkirche St. Margaretha in Oberkrumbach und circa 2450 Meter nordnordwestlich der evangelischen Pfarrkirche St. Thomas in Altensittenbach, einem Gemeindeteil von Hersbruck.
Der Kleine Hansgörgel springt an der Mündung des Sittenbaches in die Pegnitz spornartig nach Südosten aus der angrenzenden Hochfläche hervor. Auf seiner Spornkuppe in 553 m ü. NHN Höhe stand die Burg etwa 200 Meter über dem Tal der Pegnitz.

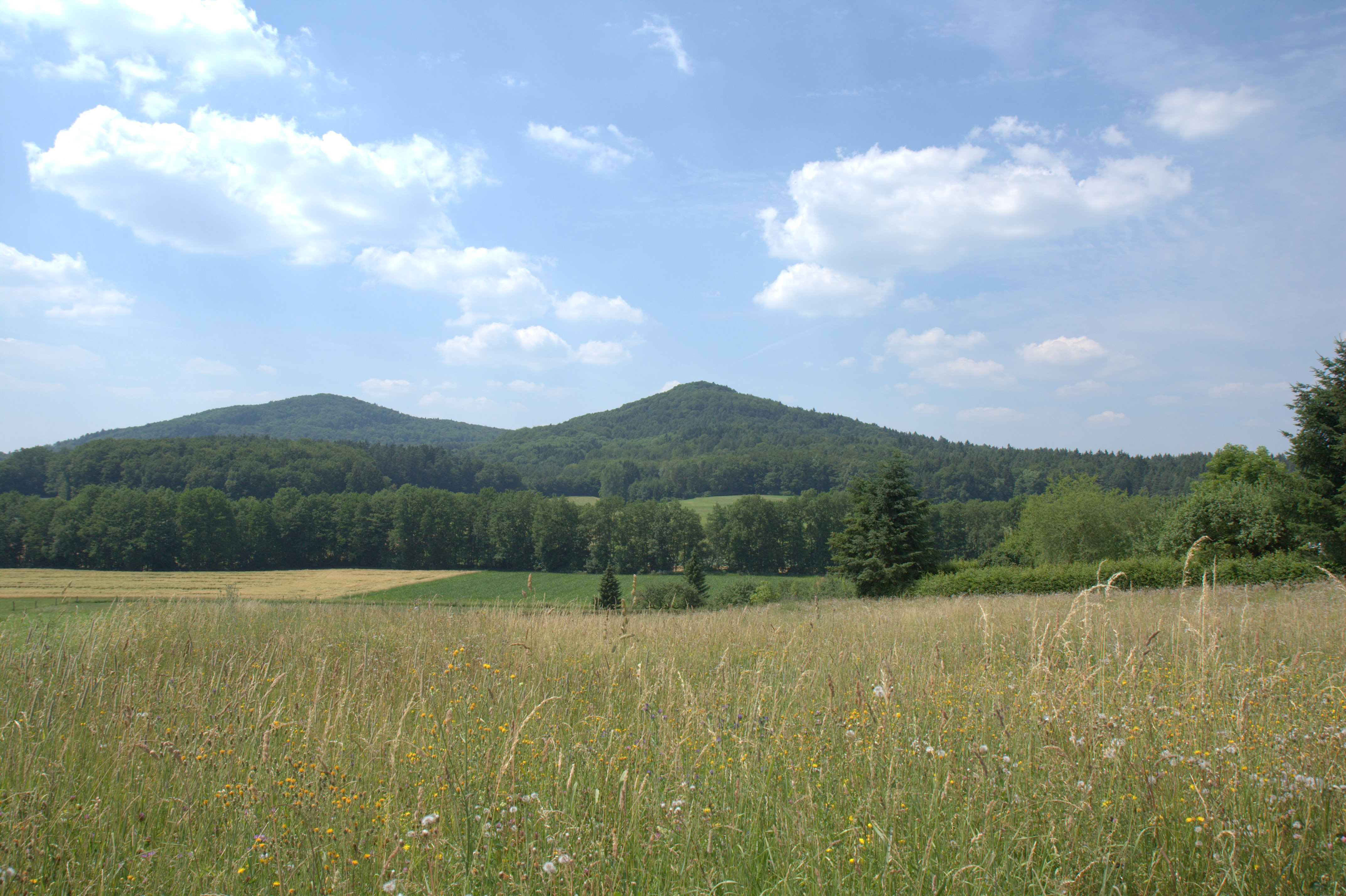
Der Kleine Hansgörgel in der Bildmitte und der Große Hansgörgel links aus südöstlicher Richtung

## Geschichte
Über die Burg existieren keinerlei geschichtliche Nachrichten, weder ihr Erbauer noch der Name ist bekannt. Eventuell hängt sie mit den Herren von Krumbach, einem Vasallengeschlecht der Herren von Rothenberg, zusammen, 1236 wurde ein Reinmar von Crumbach erwähnt. Allerdings fehlen hierfür urkundliche Nachweise. Nach der Größe der Burganlage zu schließen, muss ihr Erbauer aber bedeutend gewesen sein.
Funde von Keramik und Mörtelresten verweisen die Burg in das 13. Jahrhundert.
Die Burganlage befand sich im Bereich einer vorgeschichtlichen Höhensiedlung.
Die Stelle der Burg ist dicht bewaldet, erhalten haben sich nur der Halsgraben mit Innenwall und ein Abschnittsgraben, der die Vorburg von der Hauptburg trennte. Ein nicht beschilderter Wanderweg führt zum frei zugänglichen Burgstall.
Das vom Bayerischen Landesamt für Denkmalpflege als Siedlung vorgeschichtlicher Zeitstellung und mittelalterlicher Burgstall erfasste Bodendenkmal trägt die Denkmalnummer D-5-6434-0023.

## Beschreibung des Burgstalls

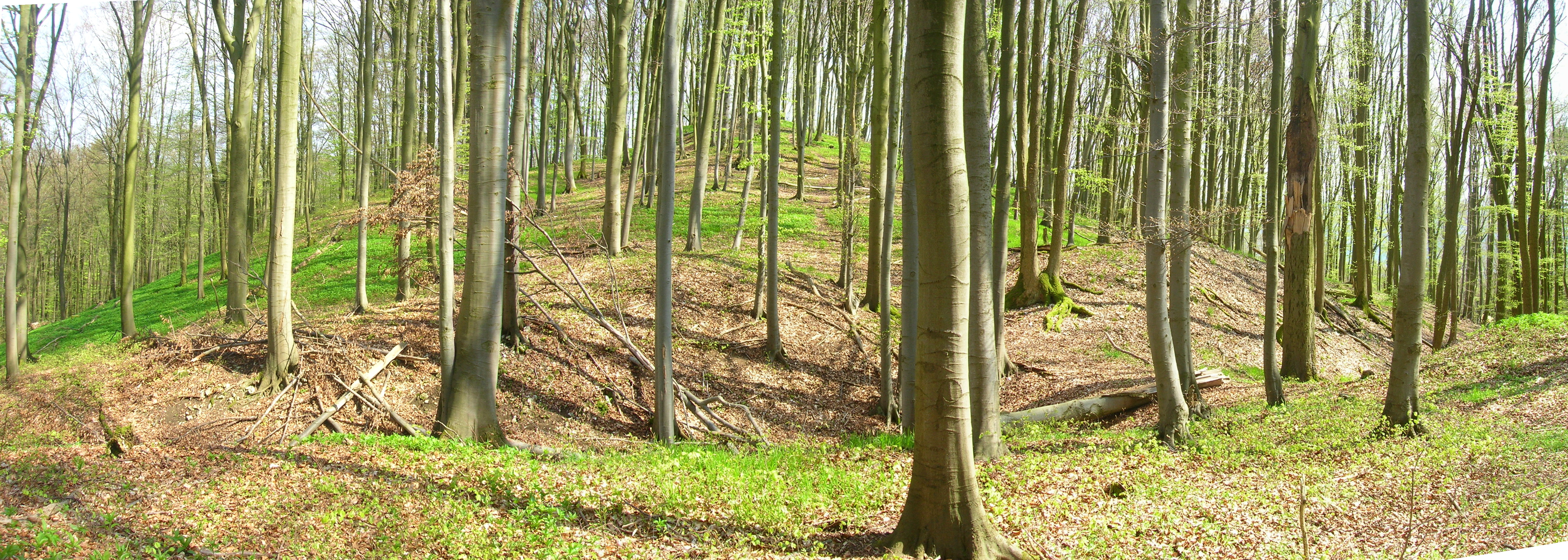
Panorama des Burgstalls aus westlicher Richtung

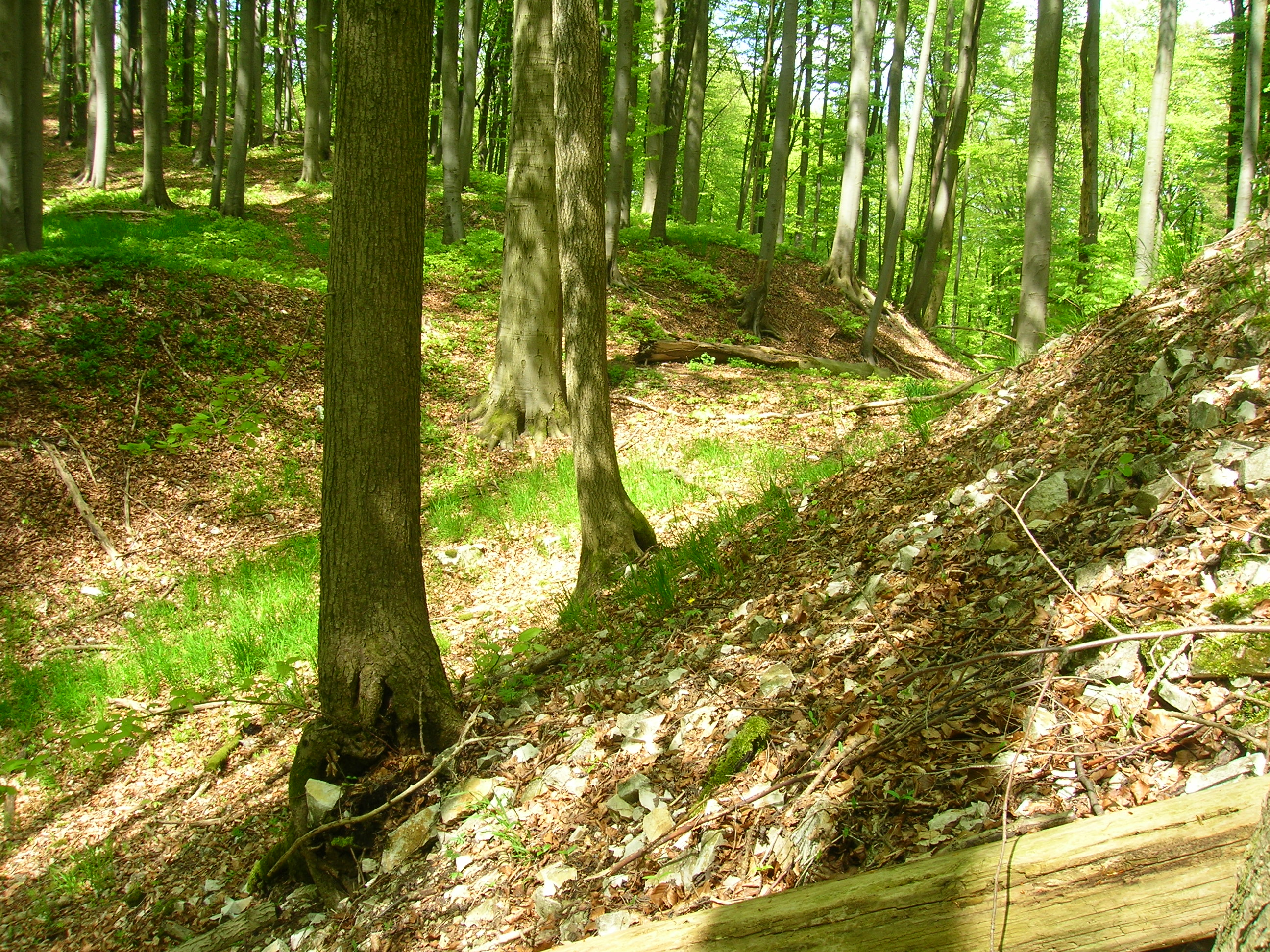
Halsgraben des Burgstalls, links das Vorgelände der Burg

Die Burg stand in Spornlage auf dem höchsten Punkt des sogenannten Kleinen Hansgörgels. Sie hatte eine beachtliche Größe von 125 mal 90 Metern und bestand aus einer tieferliegenden Unterburg und einer Oberburg auf einem ovalen Plateau an der Spitze des Bergspornes. Das Gelände der ehemaligen Burg hat eine dreieckige Form und verschmälert sich vom Halsgraben mit etwa 90 Meter Breite zur Hauptburg auf circa 40 Meter.
Wenn man sich den Burgstall von Nordwesten her nähert, durchschreitet man zuerst den rund 90 Meter langen und bis zu vier Meter tiefen Halsgraben mit dem einen Meter hohen Wall auf der Innenseite, dem Rest der verstürzten Ringmauer. Nach dem Halsgraben steht man im Bereich der Unterburg, der leicht zur Oberburg hin ansteigt. Nach 55 Metern folgt ein zweiter Graben, der sich halbkreisförmig um die ovale Oberburg legt. Ein sichelförmiger Absatz, vermutlich eine Berme, befindet sich auf seiner Außenseite.
Die Oberburg mit einem ovalen Grundriss und den Maßen von etwa 33 mal 20 Metern stand an der höchsten Stelle der Anlage, etwa 2,50 Meter über der Sohle des zweiten Grabens. Man kann dort noch Mörtelstücke und Keramikscherben finden. Auf der gegenüberliegenden Ostseite der Oberburg, 2,50 Meter tiefer, befindet sich eine zweite Berme als Abschluss der Burg. Im gesamten Bereich der abgegangenen Burg sind keine Bebauungsreste erhalten, auch Mauerreste sind nicht mehr sichtbar.